# Betty Aquilina
Pour l’article homonyme, voir Aquilina (personnage de Balzac).
Betty Aquilina est une karatéka française née le 24 décembre 1982 à Martigues. Elle a remporté une médaille de bronze en kumite moins de 50 kg aux championnats d'Europe de karaté 2010 à Athènes puis la médaille d'argent dans cette même catégorie aux championnats du monde de karaté 2010 à Belgrade.